# Niemetal
Niemetal es un municipio situado en el distrito de Gotinga, en el estado federado de Baja Sajonia (Alemania), a una altitud de 280 metros. Su población a finales de 2016 era de unos 1500 habitantes y su densidad poblacional, 50 hab/km².
Se encuentra ubicado a poca distancia al este de la frontera con el estado de Hesse.